# Héctor Brambila
Héctor Brambila Quintero (Guadalajara, 8 de julio de 1950) es un exfutbolista mexicano. Se desempeñó como portero, surgido de las fuerzas básicas del Atlas F. C. en donde por su calidad se adueño de la titularidad.

## Trayectoria
Debutó el domingo 24 de agosto de 1969 en el Estadio Nemesio Diez con los Rojinegros del Atlas FC de Guadalajara, que se enfrentaban a los Diablos Rojos del Toluca sustituyendo al portero titular Javier El Gato Vargas. Fue un debut soñado ya que el Atlas ganó ese partido 2-1 teniendo una actuación extraordinaria de tal manera que la porra del Toluca lo sacó en hombros al finalizar el partido.
Posteriormente en esa misma temporada 1970-71, el Atlas descendió a 2.ª División al enfrentarse en 3 vibrantes partidos al Pachuca definiéndose todo en el Estadio León tras empatar en Guadalajara y Pachuca donde finalmente se consumó el descenso. "Era un equipo muy joven donde diversas circunstancias nos llevaron a ese penoso evento". El entrenador era Arpad Fekete.
Al regresar a la Primera División, la directiva reforzó al equipo con excelentes jugadores brasileños como Amaury da Silva, Abel Veronico y el recio defensa uruguayo Julián Bonifacino, que embonaron perfectamente en el sistema de juego del Atlas, estos lograron desplegar un fútbol vistoso y virtuoso que los llevó a ser protagonistas en la temporada 1972-73. Fue así como se les puso el mote de los "Amigos del Balón", completaban el excelente equipo jugadores como Ricardo Chavarín, Bernardino García, Pepe Delgado, José Luis Herrera, José de Jesús Aceves y por supuesto Brambila en la portería, en ocasiones reemplazado por Javier "Gato" Vargas antiguo titular del equipo.

## Selección nacional
Brambila fue llamado por sus actuaciones a la México en varias ocasiones desde 1971, destacando un encuentro celebrado en el Estadio Azteca contra Argentina el 6 de febrero de 1973, en que la prensa llamó "La noche memorable de la selección mexicana", el cual ganaría México 2-0, donde demostró temple y seguridad bajo el marco del tricolor siempre que fue requerido, lo que finalmente le valió ser considerado por Javier de la Torre a entrenar para asistir al premundial de Haití 1973 previo a la Copa Mundial de Fútbol de 1974, como tercer portero, detrás de Ignacio Calderón y Rafael Puente. Jugó 3 partidos de 5 en aquella eliminatoria.

## Clubes
- Atlas de Guadalajara (1969 - 1977)
- Club León (1977 - 1984)
- Leones Negros de la Universidad de Guadalajara (1984 - 1989)